# Релятивістська ракета
Релятивістська ракета означає будь-який космічний корабель, який рухається досить близько до швидкості світла, щоб релятивістські ефекти стали значними. Значення «значного» залежить від контексту, але часто використовується порогова швидкість від 30 % до 50 % швидкості світла (від 0,3c до 0,5c). При 30 % c різниця між релятивістською масою та масою спокою становить лише близько 5 %, тоді як при 50 % вона становить 15 % (при 0,75c різниця перевищує 50 %); тому вище таких швидкостей необхідна спеціальна теорія відносності для точного опису руху, тоді як нижче цього діапазону фізика Ньютона та ракетне рівняння Ціолковського зазвичай дають достатню точність.
У цьому контексті ракета визначається як об'єкт, який несе всю свою реакційну масу, енергію та двигуни з собою.
Жодна відома технологія не може привести ракету до релятивістської швидкості. Релятивістські ракети вимагають значного прогресу в двигуні космічного корабля, накопиченні енергії та ефективності двигуна, що може стати можливим, а може й неможливим. Ядерний імпульсний рух теоретично може досягати 0,1c за допомогою поточної відомої технології, але все одно потребує багатьох інженерних досягнень для досягнення цього. Релятивістський гамма-фактор
{\displaystyle \gamma } при 10 % швидкості світла дорівнює 1,005. Таким чином, ракета зі швидкістю 0,1c вважається нерелятивістською, оскільки її рух досі досить точно описується лише фізикою Ньютона.
Релятивістські ракети зазвичай розглядаються в контексті міжзоряних подорожей, оскільки більшості з них потрібно багато місця, щоб досягти такої швидкості. Вони також зустрічаються в деяких мисленнєвих експериментах, таких як парадокс близнюків.

## Інтернет-ресурси
- Physics FAQs: The Relativistic Rocket
- Javascript that calculates the Relativistic Rocket Equation
- Spacetime Physics: Introduction to Special Relativity (1992). W. H. Freeman, ISBN 0-7167-2327-1
- The Relativistic Photon Rocket